# Championnat de Malte de football 1997-1998
Navigation
Saison précédente Saison suivante
La saison 1997-1998 de Premier League Maltaise était la quatre-vingt-troisième édition de la première division maltaise.
Lors de cette saison, le La Vallette FC a conservé son titre de champion face aux neuf meilleurs clubs maltais lors d'une série de matchs se déroulant sur toute l'année.
Les dix clubs participants au championnat ont été confrontés à trois reprises aux neuf autres. Tous les matchs se jouant dans le même stade il n'y avait pas de notion d'extérieur ou de domicile pour ce championnat.
Le La Vallette FC a été sacré champion de Malte pour la seizième fois.
Trois places étaient qualificatives pour les compétitions européennes, la quatrième place étant celle du vainqueur du Trophée Rothman 1997-1998.

## Qualifications en coupe d'Europe
À l'issue de la saison, le champion a participé au 1er tour de qualification de la Ligue des champions 1998-1999.
Le vainqueur du Trophée Rothman a pris la place pour la Coupe des coupes 1998-1999.
Le deuxième du championnat a pris la place pour la Coupe UEFA 1998-1999.
Enfin, la première équipe dans l'ordre du classement qui l'a souhaité a participé à la Coupe Intertoto 1998.

## Les dix clubs participants
| Club                 | Stade             | Capacité | Ville      |
| -------------------- | ----------------- | -------- | ---------- |
| Birkirkara FC        | Infetti Ground    | 2 000    | Birkirkara |
| Floriana FC          | -                 | -        | Floriana   |
| Hamrun Spartans      | Victor Tedesco    | 6 000    | Hamrun     |
| Paola Hibernians FC  | Hibernians Ground | 8 000    | Paola      |
| Naxxar Lions FC      | -                 | -        | Naxxar     |
| Pietà Hotspurs       | -                 | -        | Pietà      |
| Sliema Wanderers FC  | Guze Fava Ground  | 4 000    | Sliema     |
| Tarxien Rainbows FC  | -                 | -        | Tarxien    |
| La Vallette FC       | -                 | -        | La Valette |
| Xghajra Tornadoes FC | -                 | -        | Xghajra    |

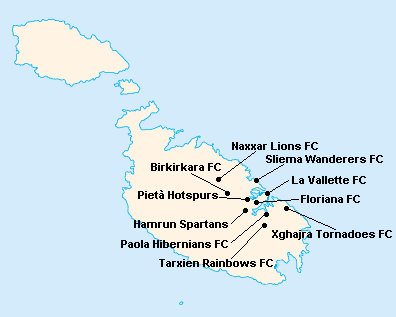
Localisation des clubs engagés dans le championnat.

L'île de Malte étant relativement petite, les clubs évoluent tous au stade National Ta'Qali (17 400 places). Certain cependant ont leur propre enceinte qu'ils peuvent éventuellement utiliser.

## Compétition

### Classement
| Rang | Équipe                   | Pts | J  | G  | N | P  | Bp | Bc | Diff |
| ---- | ------------------------ | --- | -- | -- | - | -- | -- | -- | ---- |
| 1    | La Vallette FC (T)       | 65  | 27 | 20 | 5 | 2  | 66 | 19 | +47  |
| 2    | Birkirkara FC            | 63  | 27 | 20 | 3 | 4  | 59 | 22 | +37  |
| 3    | Sliema Wanderers FC      | 56  | 27 | 18 | 2 | 7  | 64 | 26 | +38  |
| 4    | Paola Hibernians FC (C)  | 49  | 27 | 15 | 4 | 8  | 50 | 33 | +17  |
| 5    | Floriana FC              | 45  | 27 | 13 | 6 | 7  | 48 | 27 | +21  |
| 6    | Pietà Hotspurs           | 32  | 27 | 10 | 2 | 15 | 40 | 44 | -4   |
| 7    | Naxxar Lions FC          | 28  | 27 | 7  | 7 | 13 | 34 | 47 | -13  |
| 8    | Hamrun Spartans          | 27  | 27 | 7  | 6 | 14 | 26 | 49 | -23  |
| 9    | Xghajra Tornadoes FC (P) | 12  | 27 | 2  | 6 | 19 | 18 | 71 | -53  |
| 10   | Tarxien Rainbows FC (P)  | 6   | 27 | 1  | 3 | 23 | 14 | 81 | -67  |

| Légende : Qualifications et relégations | Légende : Qualifications et relégations                                                     |
| --------------------------------------- | ------------------------------------------------------------------------------------------- |
|                                         | Ligue des champions 1998-1999 (1er Tour de qualification)                                   |
|                                         | Coupe des coupes 1998-1999 (Tour de qualification)                                          |
|                                         | Coupe UEFA 1998-1999 (1er Tour de qualification)                                            |
|                                         | Coupe Intertoto 1998 (1er Tour)                                                             |
|                                         | Relégation en First Division Maltaise                                                       |
|                                         | (T) : Tenant du titre 1996-1997 (P) : Promu en 1996-1997 (C) : Vainqueur du Trophée Rothman |

### Matchs
| Résultats (▼dom., ►ext.)                                   | Bir | Flo | Ham | Hib | Nax | Pie | Sli | Tar | Val | Xgh |
| Birkirkara FC                                              |     | 1-1 | 2-0 | 2-1 | 3-0 | 3-2 | 1-3 | 1-0 | 0-0 | 6-1 |
| Floriana FC                                                | 0-0 |     | 1-0 | 0-0 | 3-1 | 0-1 | 3-0 | 5-1 | 1-1 | 1-0 |
| Hamrun Spartans                                            | 1-2 | 1-7 |     | 2-3 | 0-0 | 1-0 | 0-3 | 0-0 | 1-3 | 4-0 |
| Paola Hibernians FC                                        | 1-5 | 1-1 | 2-1 |     | 5-0 | 4-1 | 0-3 | 3-0 | 0-4 | 3-0 |
| Naxxar Lions FC                                            | 0-2 | 1-5 | 1-1 | 0-2 |     | 1-3 | 0-2 | 5-0 | 0-2 | 1-1 |
| Pietà Hotspurs                                             | 0-1 | 0-1 | 5-1 | 1-1 | 0-1 |     | 2-3 | 3-0 | 1-2 | 1-1 |
| Sliema Wanderers FC                                        | 0-1 | 2-1 | 3-0 | 0-1 | 0-1 | 2-1 |     | 6-0 | 2-2 | 4-1 |
| Tarxien Rainbows FC                                        | 0-1 | 0-2 | 1-2 | 2-3 | 0-3 | 0-2 | 1-5 |     | 0-6 | 0-0 |
| La Vallette FC                                             | 4-1 | 2-3 | 2-1 | 1-0 | 1-1 | 4-1 | 0-1 | 5-0 |     | 1-0 |
| Xghajra Tornadoes FC                                       | 0-3 | 0-4 | 2-2 | 0-5 | 2-8 | 1-0 | 0-2 | 3-0 | 0-3 |     |
| - Victoire à domicile - Match nul - Victoire à l'extérieur |     |     |     |     |     |     |     |     |     |     |

## Bilan de la saison
| Tableau d'Honneur       |                     |
| Compétition             | Vainqueur           |
| Premier League Maltaise | La Vallette FC      |
| Trophée Rothman         | Paola Hibernians FC |
| Supercoupe de Malte     | La Vallette FC      |

| Qualifications européennes 1998-1999 |                     |
| Ligue des champions                  | Qualifiés           |
| 1er tour de qualification            | La Vallette FC      |
| Coupe des coupes                     | Qualifiés           |
| Tour de qualification                | Paola Hibernians FC |
| Coupe UEFA                           | Qualifiés           |
| 1er tour de qualification            | Birkirkara FC       |
| Coupe Intertoto                      | Qualifiés           |
| 1er tour                             | Sliema Wanderers FC |

| Promotions et relégations           |                                          |
| Relégués en First Division Maltaise | Xghajra Tornadoes FC Tarxien Rainbows FC |
| Promus de First Division Maltaise   | St. Patrick FC Rabat Ajax                |